# Eugen Bartha
Eugen Bartha (n. Jenő Bartha, 2 mai 1936, în Alba Iulia – d. 22 iulie 1987, Târgu Mureș) a fost un antrenor de handbal de etnie maghiară din România, multiplu câștigător al Campionatului Republican categoria A feminin cu echipa Clubului Sportiv Universitar Știința Bacău. 

## Biografie
Eugen Bartha a urmat cursurile liceului din Aiud între anii 1950 și 1954, apoi s-a înscris la Institutul de Cultură Fizică din București, pe care l-a absolvit în 1958 cu specializarea fotbal. După absolvire a fost repartizat la Petroșani, unde a antrenat timp de un an, între 1958 și 1959, echipa de fotbal Jiul Petrila, care evolua în Divizia C. În 1958 s-a căsătorit, iar soția sa a născut în anii următori doi băieți, Csaba și Eugen-Adalbert. În perioada 1959–1962 a fost antrenorul secund al echipei de fotbal Jiul Petroșani, avându-l în 1960–1962 pe Bazil Marian ca antrenor principal.
În 1963, Bartha a fost numit directorul Școlii Sportive pentru Elevi din Petroșani, unde a pus bazele unei echipe de handbal feminin și i-a avut o perioadă drept colegi de catedră pe Béla și Márta Károlyi, la acea dată antrenori de handbal. În 1973 s-a mutat cu toată familia la Buhuși, unde a preluat Textila, echipa de handbal feminin a fabricii din localitate. În 1974 a terminat cu Textila pe locul al 3-lea în Campionatul Republican.
În 1975, directorul Baciu de la Direcția Județeană pentru Tineret Bacău s-a mutat de la Buhuși în capitala județului și a decis să creeze o echipă puternică a orașului. De la Buhuși l-a adus și pe Eugen Bartha, care a fost numit profesor universitar la Facultatea de Educație Fizică și Sport a Universității din Bacău. A fost înființată CSU Știința Bacău, o echipă de handbal feminin a universității alcătuită din handbalistele de la Textila care l-au urmat pe Bartha la Bacău și din câteva handbaliste antrenate de Alexandru Mengoni la Clubul Sportiv Școlar din localitate. Eugen Bartha a fost numit antrenor principal. În 1979, această echipă a obținut primul său titlu național.
Până în 1985, Bartha a câștigat de șase ori campionatul cu Știința Bacău, de trei ori Cupa României și a ajuns în sferturile de finală ale Cupei Campionilor Europeni, în 1985. Eugen Bartha a antrenat la Bacău handbaliste care au fost selectate în acea perioadă și la echipa națională, precum Filofteia Danilof, Éva Gál-Mózsi, Doina Rodeanu, Laura Lunca, Maria Török sau Viorica Cătineanu. În interviuri publicate ulterior în presă cu unele din jucătoarele notabile ale Științei Bacău, acestea și-l amintesc drept un foarte bun organizator și profesionist. Éva Gál-Mózsi îl consideră „cel mai bun antrenor care a existat vreodată în țară”.
În ultimii săi ani la Bacău antrenorul a fost diagnosticat cu cancer pulmonar. Acesta e posibil să fi fost declanșat de un grav accident de schi avut în tinerețe, când un băț i-a străpuns un plămân, și de faptul că Bartha fuma foarte mult. Drept urmare, antrenorul a lăsat echipa pe seama lui Alexandru Mengoni și s-a mutat împreună cu întreaga familie la Târgu Mureș pentru a fi tratat la Clinica de Oncologie a Spitalului Județean din oraș.
La Târgu Mureș Bartha a preluat echipa Mureșul Târgu Mureș, cu care a câștigat Cupa României în 1987 și s-a clasat pe locul al doilea în campionatul național în același an. A avut din nou sub comanda sa handbaliste care au fost selectate la echipa națională, precum Angela Bloj, Éva Gál-Mózsi sau Eszter László. Și acestea și-au exprimat în diverse interviuri aprecierea pentru calitățile umane și de pedagog ale lui Eugen Bartha.
Începând din 1969, Bartha a antrenat din postura de antrenor secund sau principal diverse selecționate ale României: echipa de tineret, selecționata de senioare B, respectiv echipa națională de senioare a României. A luat parte cu acestea la diferite competiții internaționale, iar în 1986 a obținut locul 5 la Campionatul Mondial desfășurat în Țările de Jos.
Bartha a decedat în iulie 1987, în urma bolii de care suferea. După moartea sa, la Târgu Mureș a fost înființat „Memorialul Eugen Bartha”, o competiție amicală de handbal feminin organizată anual în amintirea antrenorului. Ulterior, denumirea a fost modificată în „Memorialul antrenorilor Eugen Bartha și Valentin Pop”, pentru a-l include și pe Valentin Pop (Bálint Szabó), un alt antrenor semnificativ din oraș. După câteva ediții, competiția a fost redenumită „Memorialul antrenorilor”.
În martie 2013, Asociația Județeană de Handbal Mureș și Asociația Județeană pentru Sport și Tineret Mureș au organizat un turneu amical cu șase echipe, dintre care două din Ungaria, pentru a onora handbaliștii, antrenorii și alte personalități din domeniul handbalului județean care nu se mai aflau în viață, printre care și pe Eugen Bartha.

## Distincții
- Ordinul „Erou al Muncii Socialiste” clasa a II-a

## Palmares
Cu echipe de club
- Campionatul Republican categoria A feminin:[3][5][6]
  -  Locul I: 1979, 1980, 1982, 1983, 1984, 1985 (cu Știința Bacău)
  -  Locul II: 1981 (cu Știința Bacău), 1987 (cu Mureșul Târgu Mureș)
  -  Locul III: 1974 (cu Textila Buhuși)

- Cupa României:[5][6]
  -  Câștigător: 1980, 1982, 1983 (cu Știința Bacău), 1987 (cu Mureșul Târgu Mureș)
  - Locul II: 1985
  - Locul III: 1981, 1984

- Cupa Campionilor Europeni:
  - Sfert-finalist: 1985
  - Optimi de finală: 1980, 1981, 1984

- Cupa IHF:
  - Sfert-finalist: 1982

Cu echipa națională
- Jocurile Balcanice:[10]
  -  Medalie de aur: 1980
  -  Medalie de argint: 1985

- Campionatul Mondial Grupa B:[10]
  -  Medalie de argint: 1981
  -  Medalie de bronz: 1983